# Shunji Iwai
Shunji Iwai (Sendai, 24 gennaio 1963) è un regista, scrittore, musicista e produttore cinematografico giapponese.
È anche noto come San Amino (網野酸?, Amino San, "amminoacido"), nome d'arte che usa talvolta come sceneggiatore, e per partecipare ai collettivi musicali ikire (ikire?) e Hec to Pascal (ヘクとパスカル｜Heku to Pasukaru?), con cui talvolta compone le musiche per i suoi film.

## Biografia
Shunji Iwai è nato nel 1963 a Sendai (prefettura di Miyagi). Fin dai tempi dell'asilo aveva in casa un giradischi, ma nessun vinile di musica contemporanea; gli unici dischi che poteva ascoltare erano quelli di musica classica di autori come Franz Schubert o Fryderyk Chopin allegati come appendice all'enciclopedia che aveva in casa. Ha frequentato nella sua città natale la scuola media Nishitaga e la scuola superiore Sendai Daiichi, per poi spostarsi all'Università nazionale di Yokohama dove nel 1987 si è laureato in pittura presso la Facoltà di Belle arti nel Dipartimento di Scienze dell'educazione; già durante gli anni giovanili aveva sviluppato il desiderio di diventare scrittore e scelto appositamente di studiare belle arti perché riteneva che potessero avere una buona influenza sulla sua carriera letteraria, e si applica sulla pittura e sui fumetti. Dopo la laurea ha svolto alcuni lavoretti arubaito (con contratto a ore) nel settore cinematografico, cominciando a far conoscere il suo nome.

### Anni 1990
Ha debuttato come regista nel 1988 dirigendo videoclip per vari artisti della casa discografica Being, poi lavori commerciali e cortometraggi, finché nel 1993 ha acquisito notorietà scrivendo e dirigendo l'episodio numero 16 Uchiage hanabi, shita kara miru ka? Yoko kara miru ka? (打ち上げ花火、下から見るか? 横から見るか??) per la serie televisiva if moshimo (if もしも?) di Fuji TV, composta da mediometraggi scritti e diretti da autori diversi e tutti a tema ucronico, ovvero composti da una prima parte in cui si racconta una storia e una seconda parte in cui la si riracconta se però fosse avvenuta una certa modifica nella trama; la vicenda è ambientata in una giornata d'estate a Iioka e narra di una ragazzina che non vuole trasferirsi coi suoi genitori: nella prima parte la ragazzina si rassegna a trasferirsi, nella seconda scappa con un compagno di classe. L'episodio ha consentito a Iwai di vincere il premio come Miglior esordiente dell'anno da parte dell'Associazione nazionale dei registi giapponesi, riconoscimento prestigioso che solo in rarissime occasioni è stato consegnato a registi di opere televisive. Nel 1994 il mediometraggio è stato rimontato per essere proiettato al cinema e nel 2017 ha ricevuto una conversione in lungometraggio animato intitolato Fireworks - Vanno visti di lato o dal basso? alla cui produzione però Iwai non ha partecipato.
Il buon risultato di Uchiage hanabi, shita kara miru ka? Yoko kara miru ka? ha consentito a Iwai di ricevere i finanziamenti da Fuji TV per il suo primo lungometraggio Love Letter del 1995, in cui recitano la cantante pop Miho Nakayama in un doppio ruolo, e Miki Sakai (qui al suo debutto) che ha vinto il premio come Miglior esordiente alla XIX edizione dei Japanese Academy Award. Il film ha ricevuto un'accoglienza eccezionale dal pubblico, diventando un successo al botteghino giapponese, cinese e soprattutto sudcoreano (collaborando significativamente al riavvicinamento dei rapporti artistici fra Giappone e Corea del Sud), ed è stato celebrato dalla critica, come ad esempio dalla rivista Kinema junpō che l'ha inserito al terzo posto fra i migliori film dell'anno (al primo posto nella classifica dei lettori). L'escalation di successo ha permesso a Iwai di realizzare nel 1996 Swallowtail: il film è molto ambizioso, complesso e caratterizzato da una visione autoriale e politica molto forte che rende l'opera controversa e dialettica, ma al contempo ha grandemente aumentato la fama e la considerazione critica nei confronti del regista, e con il tempo è diventato uno dei suoi titoli principali. La vicenda è ambientata nello slum immaginario di Yentown, abitato da immigrati e persone ai margini della società capitalistica, e segue tre linee narrative intorno ai tre personaggi principali: la giovane orfana Ageha (Ayumi Itō), la prostituta Glico (Chara) che si prende carico di Ageha, e il piccolo malvivente Feihong (Hiroshi Mikami) che aiuta Glico a diventare una famosa cantante pop. Il film ha segnato anche la prima collaborazione fra Iwai e il musicista Takeshi Kobayashi, che diventerà un suo collaboratore ricorrente.
Swallowtail è anche considerato il film che inaugura la cosiddetta "estetica iwaiesca" (岩井美学?, Iwai bigaku), molto peculiare e riconoscibile, caratterizzata da riprese effettuate con cinepresa a mano (in particolare cinepresa digitale, nel cui uso Iwai è stato un pioniere), una ricerca compositiva e cromatica particolarmente curata, e l'uso espressivo della luce naturale (in particolare in controluce). Dalla seconda parte degli anni '90 in poi, inoltre, Iwai si è dedicato a varie altre attività cinematografiche, come il regista di documentari (Shōnen-tachi wa hanabi wo yoko kara mitakatta, 1999) o l'attore (in Shiki-Jitsu di Hideaki Anno, 2000).

### Anni 2000
Fervente sperimentatore di tecnologie e linguaggi innovativi, nel 2001 Iwai ha scritto, montato e diretto Lily Chou-Chou no subete, considerato una pietra miliare nel cinema giapponese essendo il primo film realizzato con montaggio video digitale (con software Avid Technology) e basato su materiali generatisi spontaneamente su Internet, da una BBS online a cui hanno partecipato innumerevoli persone. Il film è la versione cinematografica dell'omonimo romanzo di Iwai, composto interamente dal log delle conversazioni svoltesi su un sito web dedicato alla inesistente cantante Lily Chou-Chou a cui hanno partecipato il regista stesso e molti utenti anonimi, anticipando di fatto di tre anni l'esperienza equivalente di Train Man (che però era completamente spontanea, mentre la BBS di Lily Chou-Chou era guidata da Iwai). Lily Chou-Chou no subete è stato il primo film nella storia del cinema girato in HD24P, una tecnologia di ripresa digitale che produce immagini simili a quelle su pellicola, e montato con un computer Apple Powerbook. Nel 2003 Iwai ha girato una seconda opera con le stesse caratteristiche tecniche, la webserie Hana to Alice, poi montata in un mediometraggio e l'anno dopo sviluppata in un omonimo lungometraggio cinematografico.
Negli stessi anni Iwai ha aperto sul proprio sito web una sezione chiamata Shinadon (しな丼?) e dedicata a raccogliere sceneggiature mandate dagli utenti. Il successo del progetto porta alla chiusura della sezione per riaprirla come una nuova pagina web interamente dedicata al progetto e intitolata playworks. Le varie sceneggiature mandate a Iwai sono state selezionate dal regista e da lui finanziate per essere trasformate in drammi radiofonici e, nei casi di Niji no megami (2006) e Bandage (2010), anche in film cinematografici, sempre da lui prodotti.
Nel 2005 Iwai si è trasferito a vivere e lavorare a Los Angeles. Negli USA ha montato Ichikawa Kon monogatari, un documentario sul regista Kon Ichikawa, partecipato al film collettivo di produzione franco-statunitense New York, I Love You (dirigendo il segmento con Orlando Bloom e Christina Ricci), e realizzato la sua prima produzione hollywoodiana con il film Vampire. Sempre in quegli anni, ha inoltre realizzato il bumper per la fascia oraria notturna di Fuji TV e ha partecipato nel 2009 alla realizzazione del grande evento celebrativo Kaikokuhaku Y150 (開国博Y150?) per il 150º anniversario dell'apertura ai commerci esteri del porto di Yokohama, producendo e scrivendo il suo primo anime Baton, un mediometraggio fantascientifico composto da tre cortometraggi da 20 minuti l'uno.

### Anni 2010
Baton è stata la prima opera d'animazione a cui Iwai ha collaborato, ma il regista aveva già dimostrato interesse per il medium molti anni prima. Negli anni '90 Iwai vide vari lavori di Ralph Bakshi realizzati con l'animazione al rotoscopio, ovvero ricalcata su filmati dal vivo precedentemente girati, rimanendo fortemente colpito in particolare da Il Signore degli Anelli di cui colse l'aspetto innovativo ed esteticamente interessante: questi film gli instillarono un forte interesse per la tecnica, che prima invece gli sembrava sgradevole per via dell'effetto uncanny valley, e lo spinsero a produrre un paio di esperimenti che però non ottennero risultati soddisfacenti. Verso l'inizio degli anni 2000, inoltre, Iwai scrisse una sceneggiatura per lo Studio Ghibli che destò l'interesse del produttore Toshio Suzuki, ma che poi non si concretizzò in un film.
Iwai ha realizzato le sue prime opere animate al rotoscopio nel 2014 con la serie Town Workers, tre cortometraggi pubblicitari per la rivista di annunci di lavoro Town Work, e poi l'anno seguente con il lungometraggio Hana e Alice - Il caso di omicidio da lui stesso finanziato. Per queste opere Iwai si è avvalso della collaborazione dell'animatrice Yōko Kuno, esperta di rotoscopio, verso la quale Iwai ha espresso parole di grande stima: «I disegni di Kuno-chan sopravvivranno al tempo e credo che non mostreranno difetti nemmeno fra 10 o 20 anni». L'esperienza di Iwai con il rotoscopio, benché ben accolta dalla critica, non ha trovato molto successo fra il pubblico; lo stesso produttore Toshio Suzuki apprezza il rotoscopio, ma è scettico verso le possibilità commerciali della tecnica e ha dichiarato che «Nel business dell'animazione giapponese il rotoscopio è tabù. […] Per gli animatori, quella non è nemmeno animazione, ma solo un mero ricalco. Eppure, quando guardo un anime avverto la mancanza della bellezza del movimento umano, e mi chiedo "va forse bene così?"».
Nel 2015 e 2016 Iwai ha realizzato e condotto per due stagioni un programma sul canale televisivo educativo NHK E intitolato Iwai Shunji Movie Labo (岩井俊二のMOVIEラボ?) dedicato all'analisi e divulgazione del grande cinema. Ogni puntata era dedicata a un tema o genere cinematografico, di cui venivano presentati esempi celebri commentati dagli ospiti in studio.

## Filmografia
Eccetto dove diversamente specificato, tutte le opere sono ideate, scritte e dirette da Shunji Iwai. Le date si riferiscono alla trasmissione, proiezione o uscita nel mercato giapponese.

### Televisione
- Episodi del programma Dramados su Kansai TV
  - 17/04/1991 - Mishiranu wagako (見知らぬ我が子?)
  - 11/12/1991 - Koroshi ni kita otoko (殺しに来た男?); solo regia
  - 08/03/1992 - Maria (マリア?)
- Episodi del programma Bara DOS su Kansai TV
- 16/09/1992 - Geshi monogatari (夏至物語?)
- Episodi del programma La cuisine su Fuji TV
  - 19/10/1992 - Omelette (オムレツ?, Omuretsu)
  - 21/12/1992 - Ghost Soup (GHOST SOUP?)
  - 22/03/1993 - Fried Dragon Fish (FRIED DRAGON FISH?)
- Episodi del programma Sekai ni mo kimyō na monogatari su Fuji TV
  - 07/12/1992 - Kani kan (蟹缶?); solo regia
  - 06/01/1994 - Lunatic Love (ルナティック・ラヴ?, Runatikku Rav)
- Episodi del programma TV-DOS-T su Kansai TV
  - 06/01/1993 - Yuki no ō-sama (雪の王様?)
- Episodi del programma if moshimo su Fuji TV
  - 26/08/1993 - Uchiage hanabi, shita kara miru ka? Yoko kara miru ka? (打ち上げ花火、下から見るか? 横から見るか??)
- 24/12/2001 - Kenja no okurimono (賢者の贈り物?); su TV Asahi, solo supervisione
- Documentari per Asahi Newstar (canale all-news di TV Asahi)
  - 01/10/2011 - friends after 3.11 (friends after 3.11?); anche produzione, montaggio e recitazione. Documentario sul terremoto e maremoto del Tōhoku del 2011. Ritrasmesso il 30 dicembre 2011 in versione director's cut denominata Special Version.
  - 06/03/2012 - friends after 3.11 vol.2 (friends after 3.11 vol.2?); anche produzione, montaggio e recitazione. Seguito del documentario dell'anno precedente.
- 01~03/2014 - Nazo no tenkōsei (なぞの転校生?); su TV Tokyo, solo progetto, produzione, sceneggiatura e montaggio
- 25/03/2016 - Rip van Winkle no hanayome (リップヴァンウィンクルの花嫁?, Rippu van Uinkuru no hanayome); su BS SkyPer!, anche soggetto e montaggio. Questa prima trasmissione è nota come serial edition, il telefilm è stato poi ritrasmesso in versione director's cut denominata complete edition sul canale Nihon eiga senmon channel dal 30 aprile 2018.

### Web
- 2003 - Hana to Alice (花とアリス?, Hana to Arisu); anche montaggio e musiche

### Cinema

#### Fiction
- 07/10/1994 - Undo (undo?)
- 25/03/1995 - Love Letter (Love Letter?); anche montaggio
- 12/08/1995 - Uchiage hanabi, shita kara miru ka? Yoko kara miru ka? (打ち上げ花火、下から見るか? 横から見るか??). Versione cinematografica dell'omonimo mediometraggio televisivo.
- 15/06/1996 - Picnic (PiCNiC?); anche montaggio. Versione cinematografica dell'omonimo mediometraggio televisivo.
- 15/06/1996 - Fried Dragon Fish (FRIED DRAGON FISH?). Versione cinematografica dell'omonimo mediometraggio televisivo.
- 14/09/1996 - Swallowtail (スワロウテイル?, Suwarōteiru); anche montaggio
- 07/12/1996 - ¥entown Band Swallowtail Butterfly (￥entown Band Swallowtail Butterfly?)
- 14/03/1998 - Shigatsu monogatari (四月物語?); anche montaggio e musiche
- 06/10/2001 - Lily Chou-Chou no subete; anche montaggio
- 28/12/2002 - Jam Films (Jam Films?), episodio Arita (ARITA?); anche montaggio e musiche
- 13/03/2004 - Hana to Alice (花とアリス?, Hana to Arisu); anche produzione, montaggio e musiche. Versione cinematografica dell'omonima webserie.
- 27/02/2010 - New York, I Love You, terzo episodio; anche musiche
- 15/09/2012 - Vampire (ヴァンパイア?, Vanpaia); anche produzione, fotografia, montaggio e musiche
- 20/02/2015 - Hana e Alice - Il caso di omicidio (花とアリス殺人事件?, Hana to Arisu satsujin jiken); anche progetto, produzione, produzione esecutiva, montaggio, musiche
- 26/03/2016 - Rip van Winkle no hanayome (リップヴァンウィンクルの花嫁?, Rippu van Uinkuru no hanayome); anche montaggio. Riduzione cinematografica dell'omonima serie TV. Riproiettato dal 1º aprile 2018 in versione director's cut denominata complete edition.
- 17/01/2020 - Last Letter (ラストレター?); anche produzione esecutiva e montaggio. Remake giapponese del film Zhīhuá no tegami uscito in Cina due anni prima.
- 31/07/2020 - 8-ka de shinda kaijū no 12-nichi no monogatari (8日で死んだ怪獣の12日の物語?, Yōka de shinda kaijū no jūni-nichi monogatari); anche produzione esecutiva, montaggio, fotografia, produzione musicale e realizzazione degli oggetti di scena. Versione cinematografica dell'omonima webserie.
- 11/09/2020 - Zhīhuá no tegami (チィファの手紙?, Chifa no tegami); anche montaggio. Uscito originariamente in Cina con il titolo Nǐ hǎo, Zhīhuá (你好，之华S) il 9 novembre 2018.
- 13/10/2023 - Kyrie (キリエのうた?, Kirie no uta); anche montaggio

#### Documentari
- 08/1999 - Shōnen-tachi wa hanabi wo yoko kara mitakatta (少年たちは花火を横から見たかった?); regia e progetto
- 11/2002 - Rokugatsu no shōri no uta wo wasurenai - Nihon daihyō, shinjitsu no 30-nichikann document VOL.1/VOL.2 (六月の勝利の歌を忘れない 日本代表、真実の30日間ドキュメント VOL.1/VOL.2?, Rokugatsu no shōri no uta wo wasurenai - Nihon daihyō, shinjitsu no sanjūnichikann dokyumento VOL.1/VOL.2); regia e montaggio
- 16/12/2006 - Ichikawa Kon monogatari (市川崑物語?); anche montaggio e musiche. Documentario su Kon Ichikawa.
- 10/03/2012 - friends after 3.11 gekijō-ban (friends after 3.11 劇場版?); anche produzione, montaggio e recitazione. Riduzione cinematografica dell'omonima serie di documentari televisivi.

#### Collaborazioni e altro
Dopo il punto e virgola ; è specificato il ruolo di Shunji Iwai nel film.
- 31/08/1996 - Acri (ACRI?), regia di Takuya Ishii; autore del soggetto
- 07/12/2000 - Shiki-Jitsu, regia di Hideaki Anno; attore, direttore della fotografia
- 28/10/2006 - Niji no megami (虹の女神?), regia di Naoto Kumazawa; produttore, sceneggiatore
- 21/02/2009 - Halfway (ハルフウェイ?, Harufuwei), regia di Eriko Kitagawa; produttore, produttore esecutivo, montatore
- 2009 - Baton (BATON?), serie di tre cortometraggi, regia di Ryūhei Kitamura; produttore, sceneggiatore
- 16/01/2010 - Bandage, regia di Takeshi Kobayashi; produttore, produttore esecutivo, sceneggiatore
- 22/01/2011 - DOCUMENTARY of AKB48 to be continued - 10-nen go, shōjo-tachi wa ima no jibun ni nani wo omo'u no darō? (DOCUMENTARY of AKB48 to be continued 10年後、少女たちは今の自分に何を思うのだろう??, DOCUMENTARY of AKB48 to be continued - Jūnen go, shōjo-tachi wa ima no jibun ni nani wo omo'u no darō?), regia di Yuri Kanchiku; solo produttore esecutivo
- 06/10/2012 - Atarashii kutsu wo kawanakucha (新しい靴を買わなくちゃ?), regia di Eriko Kitagawa; produttore, produttore esecutivo, direttore della fotografia, montatore
- 15/06/2013 - Tōku de zutto soba ni iru (遠くでずっとそばにいる?), regia di Masahiko Nagasawa; musicista
- 26/08/2016 - Your Name., regia di Makoto Shinkai; citato fra i ringraziamenti nei titoli di coda
- 18/08/2017 - Fireworks - Vanno visti di lato o dal basso?, regia di Akiyuki Shinbō; autore del soggetto
- 06/10/2017 - Tsukuru to iu koto (つくるということ?), regia di Kazuma Yano; citato fra i ringraziamenti nei titoli di coda
- 27/01/2018 - Koi suru toshi - 5-tsu no monogatari (恋する都市 5つの物語?, Koi suru toshi - Itsutsu no monogatari), film a episodi con la regia di Wen Mu Ye, Dong Runnian, Han Yi, Fu Tien-Yu, Jiatong Yi; supervisione. Uscito originariamente in Cina con il titolo Liàn'ài zhōng de chéngshì (恋愛中的城市S) il 20 agosto 2015.
- 25/06/2021 - Soulmate / Shichigatsu to anjō (ソウルメイト/七月と安生?, Sōrumeito / Shichigatsu to anjō), regia di Derek Tsang; citato fra i ringraziamenti nei titoli di coda. Uscito originariamente in Cina con il titolo Qī yuè yǔ ānshēng (七月與安生S) il 14 settembre 2016.

#### Videoclip
Eccetto dove diversamente specificato, tutte le opere sono dirette da Shunji Iwai.
- 03/1988 - Keisuke Kuwata, Itsuka dokoka de (I FEEL THE ECHO) (いつか何処かで (I FEEL THE ECHO)?)
- 04/1988 - Yūko Hara, Girl (ガール?, Gāru)
- 11/1988 - Miho Morikawa, HOW ARE YOU (HOW ARE YOU?)
- 04/1989 - Sumika Yamanaka, Shigatsu hakusho (四月白書?)
- 07/1989 - Sumika Yamanaka, Naze (なぜ?)
- 09/1989 - Hiroyuki Kurata, J's BAR (J's BAR?)
- 09/1989 - Miwa Kawagoe, Yume dake miteru (夢だけ見てる?)
- 10/1989 - Chami Satonaka, Shitsuren (失恋?)
- 10/1989 - Miki Fujitani, Ichiban kagayaite ne (いちばん輝いてね?)
- 03/1990 - Tōkyō Shōnen, Yō no ataru sakamichi de (陽のあたる坂道で?)
- 03/1990 - Miwa Kawagoe, Kokoro no kagi (ココロの鍵?)
- 05/1990 - Miyoko Yoshimoto, Umi (海?)
- 05/1990 - Risa Tachibana, NEXT (NEXT?)
- 06/1990 - Tōkyō Shōnen, Kimi no uta ni boku wo nosete (君の歌に僕をのせて?)
- 06/1990 - Yuki Hoshino, Manatsu no kage (真夏の影?)
- 06/1990 - Wells, 1960's Gun (1960's Gun?)
- 07/1990 - Rie Sugimoto, Good-Bye (Good-Bye?)

## Pubblicazioni

### Romanzi
- 03/1995 - Love Letter (ラヴレター?, Rav Retā)
- 07/1996 - Swallowtail (スワロウテイル?, Suwarōteiru)
- 09/1997 - Wallace no ningyo (ウォーレスの人魚?, Uōresu no ningyo)
- 09/2001 - Lily Chou-Chou no subete (リリイ・シュシュのすべて?, Rirī Shushu no subete); ripubblicato il mese successivo con allegato un CD-ROM contenente il log originale del sito web Lilyholic
- 01/2012 - Banken wa niwa wo mamoru (番犬は庭を守る?)
- 08/2012 - Vampire (ヴァンパイア?, Vanpaia)
- 12/2015 - Rip van Winkle no hanayome (リップヴァンウィンクルの花嫁?, Rippu van Uinkuru no hanayome)
- 06/2017 - Shōnen-tachi wa hanabi wo yoko kara mitakatta (少年たちは花火を横から見たかった?)
- 10/2018 - Last Letter (ラストレター?)
- 06/2021 - Zero no banka (零の晩夏?)
- 08/2021 - Keshigomu (消しゴム?); e-book distribuito su Mercali

## Romanzi derivati da opere di Shunji Iwai
- 02/2015 - Otsuichi: Hana to Alice satsujin jiken (花とアリス殺人事件?)
- 06/2017 - Hitoshi Ōne: Uchiage hanabi, shita kara miru ka? Yoko kara miru ka? (打ち上げ花火、下から見るか?横から見るか??)